# Divizia A 1999-2000
Sezonul 1999-2000 al Diviziei A (cunoscută și sub numele de Divizia A Ursus din motive de sponsorizare) a fost cea de-a 82-a ediție a Campionatului de Fotbal al României, și a 62-a de la introducerea sistemului divizionar. A început pe 24 iulie 1999 și s-a terminat pe 10 mai 2000. Echipa Dinamo București a devenit campioană pentru a 15-a oară în istoria sa.
Campionatul s-a terminat mai devreme decât de obicei în vederea pregătirii echipei naționale de fotbal pentru Campionatul European de Fotbal 2000.

## Stadioane
| Steaua București   | FC U Craiova | Rapid București | FCM Bacău             |
| ------------------ | --- | --- | --------------------- |
| Steaua             | Ion Oblemenco | Rapid-Giulești | Municipal             |
| Capacitate: 28.365 | Capacitate: 37.000 | Capacitate: 19.100 | Capacitate: 17.500    |
|                    | | |                       |
| Dinamo București   | Argeș Pitești | Național București | Petrolul Ploiești     |
| Dinamo             | Municipal | Cotroceni | Ilie Oană             |
| Capacitate: 15.032 | Capacitate: 15.000 | Capacitate: 14.542 | Capacitate: 20.000    |
|                    | | |                       |
| Oțelul Galați      | CeahlăulArgeșGloriaBacăuOțelulAstraPetrolulUniversitateaBrașovFarulOneștiReșițaExtensivBucureștiEchipele din București: · Dinamo · Național · Rapid · Rocar · SteauaDivizia A 1999-2000 (România) DinamoNaționalRapidRocarSteaua Locația echipelor din București. | CeahlăulArgeșGloriaBacăuOțelulAstraPetrolulUniversitateaBrașovFarulOneștiReșițaExtensivBucureștiEchipele din București: · Dinamo · Național · Rapid · Rocar · SteauaDivizia A 1999-2000 (România) DinamoNaționalRapidRocarSteaua Locația echipelor din București. | Ceahlăul Piatra Neamț |
| Oțelul             | CeahlăulArgeșGloriaBacăuOțelulAstraPetrolulUniversitateaBrașovFarulOneștiReșițaExtensivBucureștiEchipele din București: · Dinamo · Național · Rapid · Rocar · SteauaDivizia A 1999-2000 (România) DinamoNaționalRapidRocarSteaua Locația echipelor din București. | CeahlăulArgeșGloriaBacăuOțelulAstraPetrolulUniversitateaBrașovFarulOneștiReșițaExtensivBucureștiEchipele din București: · Dinamo · Național · Rapid · Rocar · SteauaDivizia A 1999-2000 (România) DinamoNaționalRapidRocarSteaua Locația echipelor din București. | Ceahlăul              |
| Capacitate: 13.500 | CeahlăulArgeșGloriaBacăuOțelulAstraPetrolulUniversitateaBrașovFarulOneștiReșițaExtensivBucureștiEchipele din București: · Dinamo · Național · Rapid · Rocar · SteauaDivizia A 1999-2000 (România) DinamoNaționalRapidRocarSteaua Locația echipelor din București. | CeahlăulArgeșGloriaBacăuOțelulAstraPetrolulUniversitateaBrașovFarulOneștiReșițaExtensivBucureștiEchipele din București: · Dinamo · Național · Rapid · Rocar · SteauaDivizia A 1999-2000 (România) DinamoNaționalRapidRocarSteaua Locația echipelor din București. | Capacitate: 12.500    |
|                    | CeahlăulArgeșGloriaBacăuOțelulAstraPetrolulUniversitateaBrașovFarulOneștiReșițaExtensivBucureștiEchipele din București: · Dinamo · Național · Rapid · Rocar · SteauaDivizia A 1999-2000 (România) DinamoNaționalRapidRocarSteaua Locația echipelor din București. | CeahlăulArgeșGloriaBacăuOțelulAstraPetrolulUniversitateaBrașovFarulOneștiReșițaExtensivBucureștiEchipele din București: · Dinamo · Național · Rapid · Rocar · SteauaDivizia A 1999-2000 (România) DinamoNaționalRapidRocarSteaua Locația echipelor din București. |                       |
| Farul Constanța    | CeahlăulArgeșGloriaBacăuOțelulAstraPetrolulUniversitateaBrașovFarulOneștiReșițaExtensivBucureștiEchipele din București: · Dinamo · Național · Rapid · Rocar · SteauaDivizia A 1999-2000 (România) DinamoNaționalRapidRocarSteaua Locația echipelor din București. | CeahlăulArgeșGloriaBacăuOțelulAstraPetrolulUniversitateaBrașovFarulOneștiReșițaExtensivBucureștiEchipele din București: · Dinamo · Național · Rapid · Rocar · SteauaDivizia A 1999-2000 (România) DinamoNaționalRapidRocarSteaua Locația echipelor din București. | FC Onești             |
| Farul              | CeahlăulArgeșGloriaBacăuOțelulAstraPetrolulUniversitateaBrașovFarulOneștiReșițaExtensivBucureștiEchipele din București: · Dinamo · Național · Rapid · Rocar · SteauaDivizia A 1999-2000 (România) DinamoNaționalRapidRocarSteaua Locația echipelor din București. | CeahlăulArgeșGloriaBacăuOțelulAstraPetrolulUniversitateaBrașovFarulOneștiReșițaExtensivBucureștiEchipele din București: · Dinamo · Național · Rapid · Rocar · SteauaDivizia A 1999-2000 (România) DinamoNaționalRapidRocarSteaua Locația echipelor din București. | Onești                |
| Capacitate: 15.520 | CeahlăulArgeșGloriaBacăuOțelulAstraPetrolulUniversitateaBrașovFarulOneștiReșițaExtensivBucureștiEchipele din București: · Dinamo · Național · Rapid · Rocar · SteauaDivizia A 1999-2000 (România) DinamoNaționalRapidRocarSteaua Locația echipelor din București. | CeahlăulArgeșGloriaBacăuOțelulAstraPetrolulUniversitateaBrașovFarulOneștiReșițaExtensivBucureștiEchipele din București: · Dinamo · Național · Rapid · Rocar · SteauaDivizia A 1999-2000 (România) DinamoNaționalRapidRocarSteaua Locația echipelor din București. | Capacitate: 12.000    |
|                    | CeahlăulArgeșGloriaBacăuOțelulAstraPetrolulUniversitateaBrașovFarulOneștiReșițaExtensivBucureștiEchipele din București: · Dinamo · Național · Rapid · Rocar · SteauaDivizia A 1999-2000 (România) DinamoNaționalRapidRocarSteaua Locația echipelor din București. | CeahlăulArgeșGloriaBacăuOțelulAstraPetrolulUniversitateaBrașovFarulOneștiReșițaExtensivBucureștiEchipele din București: · Dinamo · Național · Rapid · Rocar · SteauaDivizia A 1999-2000 (România) DinamoNaționalRapidRocarSteaua Locația echipelor din București. |                       |
| CSM Reșița         | CeahlăulArgeșGloriaBacăuOțelulAstraPetrolulUniversitateaBrașovFarulOneștiReșițaExtensivBucureștiEchipele din București: · Dinamo · Național · Rapid · Rocar · SteauaDivizia A 1999-2000 (România) DinamoNaționalRapidRocarSteaua Locația echipelor din București. | CeahlăulArgeșGloriaBacăuOțelulAstraPetrolulUniversitateaBrașovFarulOneștiReșițaExtensivBucureștiEchipele din București: · Dinamo · Național · Rapid · Rocar · SteauaDivizia A 1999-2000 (România) DinamoNaționalRapidRocarSteaua Locația echipelor din București. | FC Brașov             |
| Mircea Chivu       | CeahlăulArgeșGloriaBacăuOțelulAstraPetrolulUniversitateaBrașovFarulOneștiReșițaExtensivBucureștiEchipele din București: · Dinamo · Național · Rapid · Rocar · SteauaDivizia A 1999-2000 (România) DinamoNaționalRapidRocarSteaua Locația echipelor din București. | CeahlăulArgeșGloriaBacăuOțelulAstraPetrolulUniversitateaBrașovFarulOneștiReșițaExtensivBucureștiEchipele din București: · Dinamo · Național · Rapid · Rocar · SteauaDivizia A 1999-2000 (România) DinamoNaționalRapidRocarSteaua Locația echipelor din București. | Tineretului           |
| Capacitate: 12.500 | CeahlăulArgeșGloriaBacăuOțelulAstraPetrolulUniversitateaBrașovFarulOneștiReșițaExtensivBucureștiEchipele din București: · Dinamo · Național · Rapid · Rocar · SteauaDivizia A 1999-2000 (România) DinamoNaționalRapidRocarSteaua Locația echipelor din București. | CeahlăulArgeșGloriaBacăuOțelulAstraPetrolulUniversitateaBrașovFarulOneștiReșițaExtensivBucureștiEchipele din București: · Dinamo · Național · Rapid · Rocar · SteauaDivizia A 1999-2000 (România) DinamoNaționalRapidRocarSteaua Locația echipelor din București. | Capacitate: 10.000    |
|                    | CeahlăulArgeșGloriaBacăuOțelulAstraPetrolulUniversitateaBrașovFarulOneștiReșițaExtensivBucureștiEchipele din București: · Dinamo · Național · Rapid · Rocar · SteauaDivizia A 1999-2000 (România) DinamoNaționalRapidRocarSteaua Locația echipelor din București. | CeahlăulArgeșGloriaBacăuOțelulAstraPetrolulUniversitateaBrașovFarulOneștiReșițaExtensivBucureștiEchipele din București: · Dinamo · Național · Rapid · Rocar · SteauaDivizia A 1999-2000 (România) DinamoNaționalRapidRocarSteaua Locația echipelor din București. |                       |
| Gloria Bistrița    | Astra Ploiești | Extensiv Craiova | Rocar București       |
| Gloria             | Astra | Extensiv | Rocar                 |
| Capacitate: 7.800  | Capacitate: 7.000 | Capacitate: 7.000 | Capacitate: 6.000     |
|                    | | |                       |

## Clasament
| Loc | Echipă               | Pct. | MJ | V  | E | Î  | GM | GP | DG  | Calificare sau retrogradare           |
| --- | -------------------- | ---- | -- | -- | - | -- | -- | -- | --- | ------------------------------------- |
| 1.  | Dinamo București (C) | 84   | 34 | 27 | 3 | 4  | 93 | 40 | +53 | Liga Campionilor 2000-01 Turul II     |
| 2.  | Rapid București      | 72   | 34 | 22 | 6 | 6  | 65 | 38 | +27 | Cupa UEFA 2000-01 Runda de calificare |
| 3.  | Steaua București     | 57   | 34 | 18 | 3 | 13 | 62 | 56 | +6  |                                       |
| 4.  | Ceahlăul             | 57   | 34 | 17 | 6 | 11 | 56 | 48 | +8  | Cupa Intertoto 2000 Prima rundă       |
| 5.  | Argeș Pitești        | 54   | 34 | 16 | 6 | 12 | 45 | 35 | +10 |                                       |
| 6.  | Gloria Bistrița      | 53   | 34 | 17 | 2 | 15 | 54 | 49 | +5  |                                       |
| 7.  | FCM Bacău            | 51   | 34 | 15 | 6 | 13 | 40 | 39 | +1  |                                       |
| 8.  | Oțelul Galați        | 49   | 34 | 15 | 4 | 15 | 59 | 55 | +4  |                                       |
| 9.  | FC Național          | 49   | 34 | 15 | 4 | 15 | 61 | 44 | +17 |                                       |
| 10. | Astra Ploiești       | 47   | 34 | 13 | 8 | 13 | 43 | 41 | +2  |                                       |
| 11. | Petrolul Ploiești    | 47   | 34 | 14 | 5 | 15 | 48 | 55 | −7  |                                       |
| 12. | Rocar                | 47   | 34 | 15 | 2 | 17 | 52 | 52 | 0   |                                       |
| 13. | FCU Craiova          | 46   | 34 | 13 | 7 | 14 | 45 | 41 | +4  | Cupa UEFA 2000-01 Runda de calificare |
| 14. | FC Brașov            | 46   | 34 | 14 | 4 | 16 | 53 | 43 | +10 |                                       |
| 15. | Farul (R)            | 44   | 34 | 12 | 8 | 14 | 38 | 45 | −7  | Retrogradare în Divizia B 2000-2001   |
| 16. | Onești (R)           | 30   | 34 | 9  | 3 | 22 | 37 | 92 | −55 | Retrogradare în Divizia B 2000-2001   |
| 17. | CSM Reșița (R)       | 23   | 34 | 5  | 8 | 21 | 35 | 73 | −38 | Retrogradare în Divizia B 2000-2001   |
| 18. | Extensiv Craiova (R) | 17   | 34 | 4  | 5 | 25 | 26 | 66 | −40 | Retrogradare în Divizia B 2000-2001   |

1. 1 2  STE 3–0 CEA; CEA 0–2 STE
2. 1 2  OTE 2–0 PRO; PRO 1–1 OTE
3. 1 2 3  A 2–0 P; P 1-0 A; A 3–1 R; R 2–1 A; P 4-1 R; R 2–1 P
4. ↑  Deoarece Dinamo București a câștigat Cupa României și s-a calificat în cupele europene prin intermediul clasării din competiția națională, finalista, Universitatea Craiova, s-a calificat în runda de calificare a Cupei UEFA.
5. 1 2  CRA 1–0 BRA; BRA 0–1 CRA

### Pozițiile pe etapă
| Etapă/ Echipă         | 1             | 2  | 3  | 4  | 5  | 6  | 7  | 8  | 9  | 10 | 11 | 12 | 13 | 14 | 15 | 16 | 17 | 18 | 19 | 20 | 21 | 22 | 23 | 24 | 25 | 26 | 27 | 28 | 29 | 30 | 31 | 32 | 33 | 34 |   |
| --------------------- | ------------- | -- | -- | -- | -- | -- | -- | -- | -- | -- | -- | -- | -- | -- | -- | -- | -- | -- | -- | -- | -- | -- | -- | -- | -- | -- | -- | -- | -- | -- | -- | -- | -- | -- | - |
| Etapă/ Echipă         | Argeș Pitești | 13 | 6  | 4  | 3  | 4  | 4  | 3  | 2  | 3  | 3  | 2  | 2  | 3  | 2  | 4  | 3  | 2  | 2  | 2  | 2  | 3  | 3  | 3  | 3  | 4  | 4  | 4  | 4  | 5  | 4  | 4  | 4  | 4  | 5 |
| Astra Ploiești        | 8             | 12 | 15 | 12 | 6  | 5  | 6  | 5  | 7  | 9  | 12 | 8  | 6  | 5  | 5  | 5  | 6  | 7  | 8  | 7  | 7  | 6  | 7  | 8  | 6  | 7  | 6  | 8  | 9  | 9  | 9  | 10 | 8  | 10 |   |
| Bacău                 | 9             | 13 | 10 | 5  | 11 | 6  | 5  | 7  | 10 | 11 | 9  | 9  | 8  | 9  | 8  | 8  | 8  | 6  | 7  | 8  | 9  | 8  | 8  | 7  | 8  | 10 | 10 | 10 | 10 | 10 | 8  | 7  | 6  | 7  |   |
| Brașov                | 10            | 15 | 17 | 18 | 15 | 16 | 14 | 14 | 13 | 14 | 14 | 14 | 15 | 13 | 13 | 15 | 16 | 16 | 16 | 14 | 12 | 13 | 11 | 10 | 12 | 12 | 12 | 12 | 14 | 13 | 14 | 13 | 15 | 14 |   |
| CSM Reșița            | 14            | 16 | 18 | 17 | 18 | 18 | 18 | 18 | 18 | 17 | 18 | 18 | 18 | 18 | 17 | 18 | 17 | 17 | 17 | 17 | 17 | 17 | 17 | 17 | 17 | 17 | 17 | 17 | 17 | 17 | 17 | 17 | 17 | 17 |   |
| Ceahlăul Piatra Neamț | 16            | 9  | 6  | 4  | 2  | 2  | 2  | 3  | 2  | 2  | 3  | 3  | 2  | 4  | 3  | 4  | 3  | 3  | 4  | 4  | 4  | 4  | 4  | 4  | 3  | 3  | 3  | 3  | 3  | 3  | 3  | 3  | 3  | 4  |   |
| Universitatea Craiova | 15            | 8  | 12 | 14 | 16 | 17 | 17 | 17 | 17 | 18 | 16 | 17 | 16 | 16 | 15 | 14 | 9  | 9  | 9  | 9  | 8  | 9  | 10 | 11 | 13 | 13 | 13 | 15 | 15 | 14 | 12 | 14 | 10 | 13 |   |
| Dinamo București      | 2             | 2  | 1  | 1  | 1  | 1  | 1  | 1  | 1  | 1  | 1  | 1  | 1  | 1  | 1  | 1  | 1  | 1  | 1  | 1  | 1  | 1  | 1  | 1  | 1  | 1  | 1  | 1  | 1  | 1  | 1  | 1  | 1  | 1  |   |
| Extensiv Craiova      | 5             | 11 | 14 | 16 | 17 | 15 | 16 | 16 | 16 | 16 | 17 | 16 | 17 | 17 | 18 | 17 | 18 | 18 | 18 | 18 | 18 | 18 | 18 | 18 | 18 | 18 | 18 | 18 | 18 | 18 | 18 | 18 | 18 | 18 |   |
| Farul Constanța       | 17            | 17 | 9  | 13 | 9  | 12 | 8  | 11 | 12 | 12 | 11 | 12 | 13 | 14 | 14 | 16 | 14 | 14 | 11 | 13 | 16 | 15 | 14 | 15 | 14 | 15 | 14 | 13 | 11 | 15 | 15 | 15 | 13 | 15 |   |
| Gloria Bistrița       | 12            | 18 | 13 | 7  | 13 | 7  | 11 | 9  | 9  | 7  | 7  | 6  | 7  | 7  | 7  | 6  | 7  | 8  | 6  | 5  | 5  | 5  | 5  | 6  | 7  | 6  | 7  | 6  | 6  | 6  | 6  | 6  | 7  | 6  |   |
| FC Onești             | 6             | 7  | 5  | 8  | 10 | 13 | 15 | 15 | 14 | 13 | 13 | 13 | 10 | 12 | 10 | 12 | 13 | 13 | 15 | 16 | 15 | 16 | 16 | 16 | 16 | 16 | 16 | 16 | 16 | 16 | 16 | 16 | 16 | 16 |   |
| Oțelul Galați         | 4             | 1  | 2  | 2  | 3  | 3  | 4  | 4  | 4  | 6  | 6  | 7  | 9  | 8  | 9  | 11 | 12 | 11 | 13 | 11 | 13 | 11 | 12 | 12 | 10 | 9  | 9  | 7  | 8  | 7  | 7  | 9  | 11 | 8  |   |
| Petrolul Ploiești     | 1             | 4  | 3  | 6  | 5  | 8  | 12 | 10 | 11 | 8  | 10 | 10 | 11 | 11 | 12 | 10 | 11 | 10 | 10 | 10 | 11 | 12 | 15 | 13 | 11 | 11 | 11 | 11 | 12 | 11 | 13 | 12 | 14 | 11 |   |
| Național București    | 7             | 3  | 8  | 11 | 7  | 10 | 9  | 12 | 8  | 10 | 8  | 11 | 12 | 15 | 16 | 13 | 15 | 15 | 12 | 12 | 10 | 10 | 9  | 9  | 9  | 8  | 8  | 9  | 7  | 8  | 10 | 8  | 9  | 9  |   |
| Rapid București       | 11            | 14 | 16 | 10 | 8  | 11 | 7  | 6  | 5  | 4  | 4  | 4  | 4  | 3  | 2  | 2  | 4  | 4  | 3  | 3  | 2  | 2  | 2  | 2  | 2  | 2  | 2  | 2  | 2  | 2  | 2  | 2  | 2  | 2  |   |
| Rocar București       | 3             | 5  | 11 | 15 | 12 | 14 | 10 | 13 | 15 | 15 | 15 | 15 | 14 | 10 | 11 | 9  | 10 | 12 | 14 | 15 | 14 | 14 | 13 | 14 | 15 | 14 | 15 | 14 | 13 | 12 | 11 | 11 | 12 | 12 |   |
| Steaua București      | 18            | 10 | 7  | 9  | 14 | 9  | 13 | 8  | 6  | 5  | 5  | 5  | 5  | 6  | 6  | 7  | 5  | 5  | 5  | 6  | 6  | 7  | 6  | 5  | 5  | 5  | 5  | 5  | 4  | 5  | 5  | 5  | 5  | 3  |   |

| Câștigătorii Diviziei A, ediția 1999/2000 |
| ----------------------------------------- |
| Dinamo București Al 15-lea Titlu          |

## Rezultate
| Oaspeți ► Gazde ▼                          | ARG | AST | BAC | BRA | RES | CEA | UCR | DIN | EXT | FAR | GBI | ONE | OȚE | PET | NAT | RAP | ROC | STE |
| ------------------------------------------ | --- | --- | --- | --- | --- | --- | --- | --- | --- | --- | --- | --- | --- | --- | --- | --- | --- | --- |
| Argeș Pitești                              | —   | 1–1 | 1–1 | 1–0 | 1–1 | 1–1 | 2–0 | 2–3 | 2–0 | 2–1 | 2–0 | 2–0 | 3–0 | 1–0 | 3–1 | 0–1 | 3–1 | 4–0 |
| Astra Ploiești                             | 0–1 | —   | 1–0 | 1–1 | 2–1 | 0–1 | 2–0 | 1–2 | 1–1 | 3–2 | 2–1 | 5–0 | 1–1 | 2–0 | 1–1 | 2–3 | 3–1 | 1–0 |
| Bacău                                      | 1–0 | 1–2 | —   | 1–0 | 1–0 | 2–0 | 3–0 | 0–3 | 1–0 | 1–1 | 3–2 | 3–0 | 1–0 | 3–0 | 1–1 | 0–0 | 1–0 | 2–1 |
| Brașov                                     | 2–1 | 2–0 | 1–1 | —   | 4–0 | 3–1 | 0–1 | 4–3 | 2–1 | 3–2 | 4–2 | 5–1 | 3–0 | 0–1 | 3–1 | 2–0 | 4–0 | 1–2 |
| CSM Reșița                                 | 0–0 | 2–5 | 1–2 | 3–1 | —   | 1–3 | 0–0 | 0–6 | 0–0 | 1–1 | 1–1 | 6–1 | 1–2 | 2–2 | 1–0 | 0–1 | 0–1 | 2–0 |
| Ceahlăul Piatra Neamț                      | 1–0 | 4–0 | 3–1 | 2–1 | 4–2 | —   | 1–1 | 2–2 | 3–1 | 2–1 | 1–0 | 6–0 | 3–2 | 2–0 | 3–2 | 0–3 | 2–0 | 0–2 |
| Universitatea Craiova                      | 3–1 | 0–0 | 2–3 | 1–0 | 2–2 | 0–2 | —   | 1–2 | 3–0 | 3–0 | 3–1 | 1–0 | 4–0 | 5–1 | 2–0 | 2–0 | 2–1 | 1–2 |
| Dinamo București                           | 4–0 | 2–1 | 2–1 | 3–1 | 2–1 | 1–1 | 5–2 | —   | 3–0 | 4–0 | 5–0 | 7–1 | 3–2 | 4–1 | 1–0 | 2–1 | 3–0 | 3–2 |
| Extensiv Craiova                           | 2–1 | 0–1 | 0–2 | 0–1 | 1–0 | 0–0 | 2–3 | 0–1 | —   | 1–3 | 1–2 | 0–0 | 3–0 | 0–0 | 1–2 | 1–2 | 2–1 | 0–3 |
| Farul Constanța                            | 1–0 | 1–1 | 3–0 | 0–0 | 3–1 | 1–0 | 2–0 | 0–2 | 1–0 | —   | 2–1 | 3–1 | 1–1 | 2–1 | 2–0 | 1–1 | 0–1 | 2–1 |
| Gloria Bistrița                            | 2–0 | 2–0 | 2–0 | 2–0 | 2–0 | 5–4 | 1–0 | 1–0 | 1–0 | 2–1 | —   | 2–0 | 2–3 | 4–0 | 1–0 | 1–2 | 2–1 | 4–0 |
| FC Onești                                  | 1–2 | 1–0 | 1–0 | 3–2 | 2–1 | 1–1 | 0–0 | 2–4 | 3–2 | 2–1 | 3–2 | —   | 0–3 | 5–1 | 1–0 | 2–5 | 1–5 | 1–3 |
| Oțelul Galați                              | 1–2 | 0–1 | 3–1 | 1–0 | 1–2 | 3–0 | 1–0 | 5–3 | 8–2 | 1–0 | 0–0 | 2–1 | —   | 3–2 | 2–0 | 2–0 | 2–1 | 4–5 |
| Petrolul Ploiești                          | 1–1 | 1–0 | 1–0 | 1–0 | 4–2 | 1–0 | 0–0 | 1–2 | 2–0 | 0–0 | 1–2 | 4–1 | 2–1 | —   | 1–0 | 4–2 | 4–1 | 5–1 |
| Național București                         | 4–1 | 1–0 | 2–2 | 2–0 | 5–1 | 5–1 | 1–0 | 1–3 | 2–0 | 6–0 | 3–1 | 3–0 | 1–1 | 4–1 | —   | 2–3 | 2–0 | 3–0 |
| Rapid București                            | 1–0 | 1–1 | 2–1 | 2–1 | 4–0 | 1–2 | 3–1 | 4–0 | 4–2 | 0–0 | 2–1 | 3–1 | 2–1 | 2–0 | 3–2 | —   | 1–1 | 2–2 |
| Rocar București                            | 0–3 | 2–1 | 3–0 | 1–0 | 4–0 | 2–0 | 2–2 | 1–2 | 3–1 | 2–0 | 3–1 | 5–1 | 3–2 | 2–1 | 2–1 | 0–1 | —   | 1–2 |
| Steaua București                           | 0–1 | 4–1 | 1–0 | 2–2 | 5–0 | 3–0 | 1–0 | 1–1 | 5–2 | 1–0 | 2–1 | 3–0 | 2–1 | 1–4 | 2–3 | 1–3 | 2–1 | —   |
| Câștigă gazdele; Remiză; Câștigă oaspeții. |     |     |     |     |     |     |     |     |     |     |     |     |     |     |     |     |     |     |

## Golgheteri
- MARIAN SAVU - Național București - 20
- Adrian Mutu - Dinamo București - 18
- Marian Ivan - FC Brașov - 16
- Claudiu Iulian Niculescu - Universitatea Craiova - 16
- Florin Petcu - FCM Bacău - 14
- Ionel Daniel Dănciulescu - Steaua București - 14
- Adrian Mihalcea - Dinamo București - 13
- Ion Vlădoiu - Dinamo București - 12
- Mircea Stanciu - CSM Reșița - 12
- Cristian Ciocoiu - Steaua București - 11
- Marius Mitu - Rocar București - 10
- Ioan Miszti - Gloria Bistrița - 10
- Lavi Hrib - Ceahlăul Piatra Neamț - 9
- Adrian Pitu - Rocar București - 8
- Costin Maleș - Oțelul Galați - 7
- Dragoș Mihalache - Oțelul Galați - 7
- Florentin Petre - Dinamo București - 7
- Bogdan Mara - FC Argeș Pitești/Dinamo București - 7
- Mihai Dăscălescu - Rapid București - 7
- Ovidiu Marc - Ceahlăul Piatra Neamț - 7
- Constantin Ilie - Ceahlăul Piatra Neamț - 7
- Dănuț Oprea - Oțelul Galați - 6
- Adrian Neaga - FC Argeș Pitești - 6
- Cristian Bălașa - FC Argeș Pitești - 6
- Marius Măldărășanu - Rapid București - 6
- Marian Alexandru - Gloria Bistrița - 5
- Grigorie Tudor - Farul Constanța - 5